# Olympische Sommerspiele 1972/Reiten – Springreiten Mannschaft
Der Mannschaftswettbewerb im Springreiten bei den Olympischen Spielen 1972 in München wurde am 11. September im Olympiastadion München ausgetragen.

## Format
Das Mannschaftsspringen bestand aus zwei Umläufen, die getrennt vom Einzelwettbewerb ausgetragen wurden. Die besten 8 Nationen aus dem ersten Umlauf qualifizierten sich für den zweiten Umlauf. Jeder Reiter einer Nation ritt einmal durch den Parcours, die Wertung des Reiters mit den meisten Fehlern wurde gestrichen, die restlichen Punkte wurden zu einer Gesamtpunktzahl addiert. Dies wurde im zweiten Runde wiederholt und am Ende wurden beide Gesamtpunktzahlen zusammengezählt, um die Platzierung zu bestimmen.

## Ergebnisse

### 1. Umlauf
| Rang | Nation             | Athleten                                                                   | Pferde                                          | Fehler                  | Gesamt |
| ---- | ------------------ | -------------------------------------------------------------------------- | ----------------------------------------------- | ----------------------- | ------ |
| 1    | BR Deutschland     | Fritz Ligges Gerd Wiltfang Hartwig Steenken Hans Günter Winkler            | Robin Askan Simona Trophy                       | 4,00 8,00 4,00 8,00     | 16,00  |
| 2    | Vereinigte Staaten | William Steinkraus Neal Shapiro Kathryn Kusner Frank Chapot                | Main Spring Slooopy Fleet Apple White Lightning | 0,00 8,25 20,00 8,00    | 16,25  |
| 3    | Großbritannien     | David Broome Michael Saywell Harvey Smith Ann Moore                        | Hideaway Summertime Manhattan Psalm             | 8,00 16,00 4,00 11,00   | 23,00  |
| 4    | Spanien            | Alfonso Segovia Enrique Martínez Luis Álvarez Luis Jaime Carvajal y Salas  | Tic Tac Val de Loire Acorn Sunday Beau          | 4,00 7,00 12,00 67,25   | 23,00  |
| 5    | Italien            | Vittorio Orlandi Raimondo D’Inzeo Graziano Mancinelli Piero D’Inzeo        | Fulmer Feather Fiorello Ambassador Easter Light | 4,00 8,00 20,00 87,25   | 32,00  |
| 6    | Schweiz            | Monica Weier Paul Weier Max Hauri Hermann von Siebenthal                   | Erbach Wulf Haiti Havanna Royal                 | 9,75 8,00 15,50 87,25   | 33,25  |
| 7    | Kanada             | James Elder James Day Terrance Millar Ian Millar                           | Houdini Happy Fellow le Dauphin Shoeman         | 4,00 12,00 23,00 20,00  | 36,00  |
| 8    | Argentinien        | Hugo Arrambide Roberto Tagle Jorge Llambí Argentino Molinuevo              | Camalote Simple Okey Amigo Abracadabra          | 15,00 26,00 0,00 87,25  | 41,00  |
| 9    | Chile              | Barbara Barone Américo Simonetti René Varas                                | Quintral Ataulfo Anahi                          | 13,00 28,00 35,25       | 76,25  |
| 10   | Frankreich         | Hubert Parot Pierre Durand Marc Deuquet Jean-Marcel Rozier                 | Tic Varin Ulpienne Sans Souci                   | 18,00 30,25 32,00 87,25 | 80,25  |
| 11   | Belgien            | François Mathy Eric Wauters Françoise Thiry Jean Damman                    | Talisman Markies Hillpark Vasco de Gama         | 8,00 87,25 87,25        | 103,25 |
| 12   | Polen              | Marian Kozicki Stefan Grodzicki Piotr Wawryniuk Jan Kowalczyk              | Bronze Biszka Poprad Jastarnia                  | 4,00 16,00 87,25 87,25  | 107,25 |
| 13   | Portugal           | Vasco Ramires Carlos Campos Francisco Caldeira                             | Sir Dubrossais Ulla de Lancome Flipper          | 16,00 25,75 65,75       | 107,50 |
| 14   | Sowjetunion        | Alexander Nebogow Wiktor Matwejew Juri Sjabrew Wiktor Lisitsin             | Ekvador Krokhotny Grim Pental                   | 12,00 28,00 87,25 DNS   | 127,25 |
| 15   | Mexiko             | Fernando Hernández Eduardo Higareda Joaquín Pérez Elisa Pérez de las Heras | Dorian Biene Savando Askari                     | 24,25 45,75 87,25 87,25 | 157,25 |
| 16   | Japan              | Masayasu Sugitani Teruchiyo Takamiya Tadashi Fukushima Tsunekazu Takeda    | Seraphina Alladin Anke Josephine                | 43,75 53,25 87,25 87,25 | 184,25 |
| 17   | Ungarn             | Ajtony Ákos Sándor Bognár László Móra Pál Széplaki                         | Özike Faklyas Betty Balvany                     | 12,00 87,25 DNS         | 186,50 |

### 2. Umlauf
| Rang | Nation             | Athleten                                                                  | Pferde                                          | 1. Umlauf              | 1. Umlauf | 2. Umlauf               | 2. Umlauf | Gesamt |
| Rang | Nation             | Athleten                                                                  | Pferde                                          | Fehler                 | Gesamt    | Fehler                  | Gesamt    | Fehler |
| ---- | ------------------ | ------------------------------------------------------------------------- | ----------------------------------------------- | ---------------------- | --------- | ----------------------- | --------- | ------ |
| 1    | BR Deutschland     | Fritz Ligges Gerd Wiltfang Hartwig Steenken Hans Günter Winkler           | Robin Askan Simona Trophy                       | 4,00 8,00 4,00 8,00    | 16,00     | 4,00 8,00 8,00          | 16,00     | 32,00  |
| 2    | Vereinigte Staaten | William Steinkraus Neal Shapiro Kathryn Kusner Frank Chapot               | Main Spring Slooopy Fleet Apple White Lightning | 0,00 8,25 20,00 8,00   | 16,25     | 4,00 0,00 12,00 28,00   | 16,00     | 32,25  |
| 3    | Italien            | Vittorio Orlandi Raimondo D’Inzeo Graziano Mancinelli Piero D’Inzeo       | Fulmer Feather Fiorello Ambassador Easter Light | 4,00 8,00 20,00 87,25  | 32,00     | 4,00 4,00 8,00 48,00    | 16,00     | 48,00  |
| 4    | Großbritannien     | David Broome Michael Saywell Harvey Smith Ann Moore                       | Hideaway Summertime Manhattan Psalm             | 8,00 16,00 4,00 11,00  | 23,00     | 8,00 4,00 16,00 21,00   | 28,00     | 51,00  |
| 5    | Schweiz            | Monica Weier Paul Weier Max Hauri Hermann von Siebenthal                  | Erbach Wulf Haiti Havanna Royal                 | 9,75 8,00 15,50 87,25  | 33,25     | 8,00 12,00 8,00 48,00   | 28,00     | 61,25  |
| 6    | Kanada             | James Elder James Day Terrance Millar Ian Millar                          | Houdini Happy Fellow le Dauphin Shoeman         | 4,00 12,00 23,00 20,00 | 36,00     | 4,00 12,00 24,00        | 28,00     | 64,00  |
| 7    | Spanien            | Alfonso Segovia Enrique Martínez Luis Álvarez Luis Jaime Carvajal y Salas | Tic Tac Val de Loire Acorn Sunday Beau          | 4,00 7,00 12,00 67,25  | 23,00     | 15,00 12,00 16,00 48,00 | 43,00     | 66,00  |
| 8    | Argentinien        | Hugo Arrambide Roberto Tagle Jorge Llambí Argentino Molinuevo             | Camalote Simple Okey Amigo Abracadabra          | 15,00 26,00 0,00 87,25 | 41,00     | 12,00 20,00 48,00 48,00 | 80,00     | 121,00 |